# Кси¹ Волка
Кси¹ Волка (лат. ξ¹ Lupi), HD 142629 — двойная звезда в созвездии Волка на расстоянии приблизительно 213 световых лет (около 65,2 парсеков) от Солнца. Видимая звёздная величина звезды — +5,091m. Возраст звезды определён как около 291 млн лет.

## Характеристики
Первый компонент — белая звезда спектрального класса A3V или A0. Масса — около 2,555 солнечных, радиус — около 2,561 солнечных, светимость — около 11,83 солнечных. Эффективная температура — около 8541 K.
Второй компонент — коричневый карлик. Масса — около 54,23 юпитерианских. Удалён на 2,044 а.е..